# 위안부 관계 조사결과 발표에 관한 고노 내각관방장관 담화

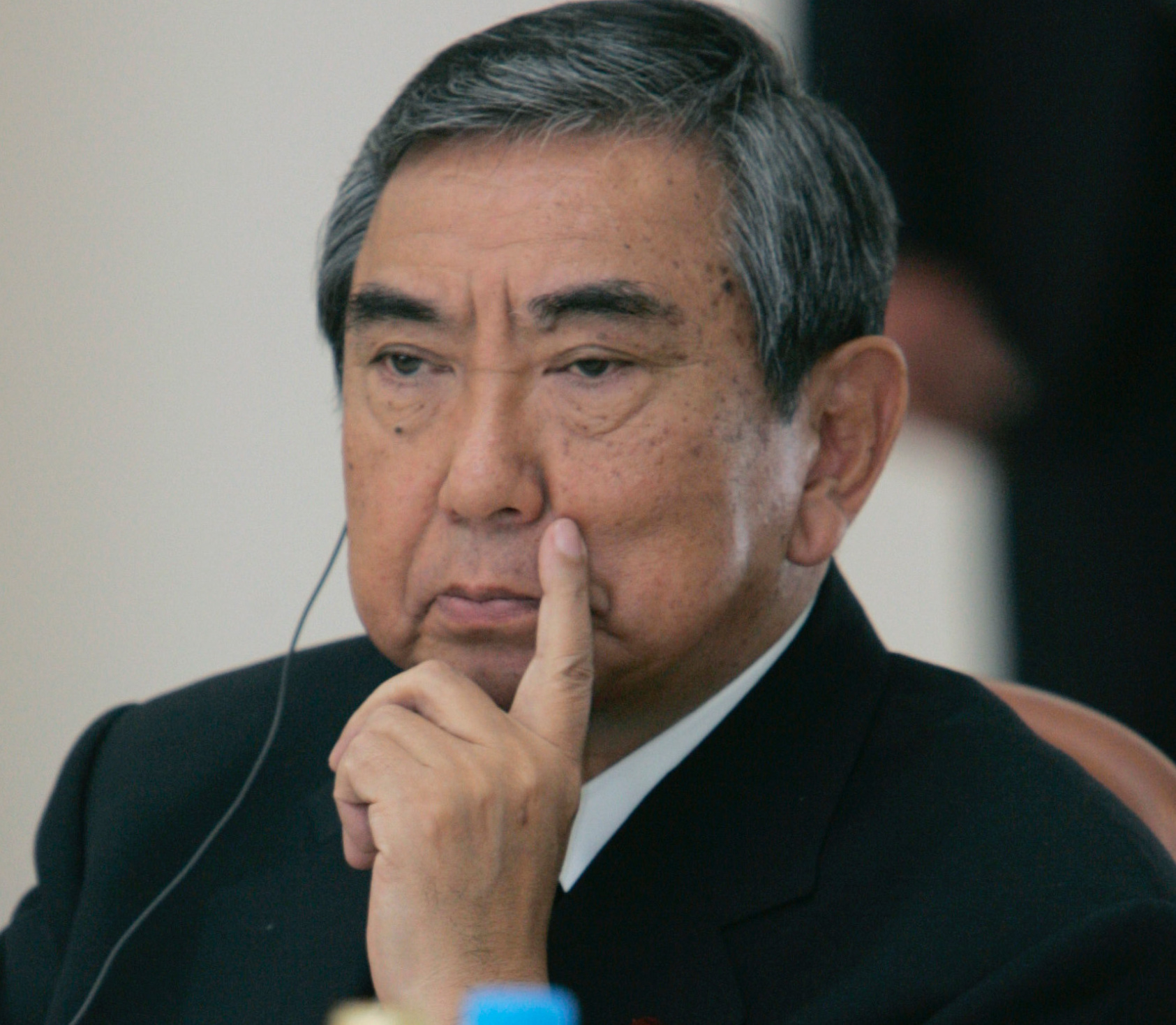
고노 요헤이(河野洋平)

위안부 관계 조사결과 발표에 관한 고노 내각관방장관 담화(일본어: 慰安婦関係調査結果発表に関する河野内閣官房長官談話 이안부 칸케이 초사켓카 핫표니 칸스루 코노 나이카쿠칸보초칸 단와[*])는 1993년 8월 4일에 미야자와 개조내각의 고노 요헤이 내각관방장관이 발표한 담화이다. 주로 고노 담화(河野談話)라고 약칭하여 부른다.

## 개요
고노 담화는 1993년 일본 제국 육군이 제2차 세계 대전 동안 위안부로 알려진 여성들을 군용 성매매 업소에 종사하도록 강요했음을 발견한 정부 연구의 결과 후 내각관방장관 고노 요헤이에 의해 발표된 성명을 말한다. 일본 정부는 이때까지 여성들이 강요받았다는 것을 부정했다.
고노 담화에서 일본은 구일본군이 직접 또는 간접적으로 매춘소의 설치에 연관되었다고 인정했다. 무엇보다 위안부는 주로 군의 요청을 받은 업자의 감언, 강제 등에 의해 그리고 때때로 관리나 군인을 통해 자신의 의사에 반하여 모집되었고, 위안소의 강압적인 환경 아래 비참하게 살았다고 발표하였다. 그러나 징집이 주로 민간 모집 업체에 의해 시행됐다고 믿어지기 때문에, 성명에서 강요가 일본 제국 육군에 의해 직접 여성들의 모집과 유지에 사용된 것을 인정했는지 아닌지는 아직 논의되고 있다. 문제를 기억하기 위한, 역사 연구와 교육에 대한 그의 이전 요청은 학교 역사 교과서에서 강제 매춘부의 주제를 기술하기 위한 기초가 되었다. 담화는 한국에서 환영받았다. 이는 또한 전쟁 중 강요되어 매춘부가 되었던 여성들에게 원조와 지원을 제공한 아시아여성기금의 설립을 주도하였다.
고노 담화는 일본에서 몇몇 보수파들에 의한 비판의 대상이었다. 2007년 첫번째 임기 동안, 아베 신조 전 일본 총리는 여성들이 군 위안소에 종사하도록 강요받았다는 것을 믿지 않는다고 발언했다. 고노 담화의 초안 작성 시의 내각관방부장관 이시하라 노부오는 일본 국회에 선서되지 않은 증언에서 조사 과정 동안 인터뷰한 여성 16명의 진술을 증명하는 어떤 문서 기록도 발견될 수 없었다고 말했다.
집권당 자민당의 의원들은 내각관방장관 스가 요시히데가 2014년 2월 20일에 열린 중의원 예산 위원회 보고의 "배경"을 재검토하기 위해 모임이 형성됐다고 공고했을 때, 담화의 수정을 조사하면서 아베가 주도하는 정부의 가능성을 논의하고 있었다. 2014년 검토는 한국 정부에 의해 비판받았다.
2014년 6월 20일 하타 이쿠히코와 4명은 의회 제출을 위해 고노 담화와 위안부 문제에 관한 대한민국과 일본 사이의 교류의 세부 사항 - 고노 담화의 초안부터 아시아여성기금까지 -명명된 보고서를 검토했다. 중국 외교부 대변인 화춘잉은 "일본 정부의 잘못된 행동에 대대 논란에 여지가 없는 증거가 있었다" 고 말했으며 한국은 정식 항의를 제기하기 위해 일본 대사를 소환했다.
하타 이쿠히코의 고노 담화에 대한 검토를 기반으로 하여,시행된 연구로 그의 기술에 대한 불일치성을 지적함으로써 새로운 빛이 발간된 요시다 세이지의 고백에 비춰졌다. 그러므로 일본의 주요 진보 신문인 아사히 신문은 요시다의 거짓 증언을 기반으로 쓰여진, 몇 십년 전까지 거슬러 올라가는 과거 기사에서의 오류를 인정했다. 자민당은 잘못된 보도가 위안부 문제를 과장했으며 일본의 국가적 이미지를 저하시켰다고 주장했다. 그 소식이 전해지자마자, 최근 내각에 들어간 수정주의 정치인 다카이치 사나에는 다시 한번 고노 사죄의 개정판을 요구했다. 정부는 거절했지만, 이는 담화의 지위에서 서서히 사라지고 있다.
그러나, 아사히 신문은 강제적인 성 노예가 인신매매의 형태로 존재했다는 핵심적 사실이 아직 유효하며 거짓 증언의 확인으로 오해될 수 없다는 입장을 유지한다. 아베 신조 총리 또한 고노 담화를 수정할 계획이 없다고 재시인했다.

## 반대
일본의 우익 시민 단체 "고노 담화의 완전 철회를 요구하는 시민의 모임"은 위안부가 허위이며, 고노 담화가 굴욕적인 내용이므로 이를 철회해야 한다고 주장하고 있다. 2007년 7월 5일, 주일 미국 대사관 앞에서 집회를 연 이들은 7,000명 이상의 서명이 쓰인 탄원서를 아베 신조 총리에게 제출했으며, 7월 8일에는 긴자에서 데모 행진을 열었다.
2014년에 아베 신조 총리대신, 스가 요시히데 총무대신은 일본 국회에서의 질의 응답에 있어서, 이 담화의 검증을 하는 것을 표명하고, 박근혜 대통령은 일본에 대해 항의를 했다. 아베 총리대신은 검증을 하지 않는 것을 표명하고, 한국 정부는 평가했다.
2014년 6월 일본 정부는 고노 담화에 대한 검증 결과를 발표하고, 문안작성 과정에서 한국정부와의 협의가 있었고, 당시 이 협의를 발표하지 않기로 한 것을 공표하였다. 외교통상부는 이에 대해 유감을 표명했다.

## 같이 보기
- 전후 50주년의 종전기념일을 맞아 - 무라야마 담화
- 고이즈미 준이치로 내각총리대신 담화 - 고이즈미 담화
- 역사를 교훈으로 평화로의 결의를 새롭게 하는 결의 - 부전결의
- 일한병합 100년에 즈음한 총리 담화 - 간 나오토 담화